# Beta Reticuli
Beta Reticuli (Beta Ret, β Reticuli, β Ret) è una stella di magnitudine 3,85 situata nella costellazione australe del Reticolo. È la seconda stella più brillante della costellazione e si trova a circa 100 anni luce dal sistema solare.

## Osservazione
Si tratta di una stella situata nell'emisfero celeste australe. La sua posizione fortemente australe comporta che la stella sia osservabile prevalentemente dall'emisfero sud, dove si presenta circumpolare anche da gran parte delle regioni temperate; dall'emisfero nord la sua visibilità è invece limitata alle regioni della fascia tropicale, e comunque non più a nord della latitudine 26° N. Essendo di magnitudine 3,85, la si può osservare anche dai piccoli centri urbani senza difficoltà, sebbene un cielo non eccessivamente inquinato sia maggiormente indicato per la sua individuazione.

## Caratteristiche fisiche
Beta Reticuli è una binaria spettroscopica; la componente dominante del sistema, Beta Reticuli Aa, è una gigante arancione poco più massiccia del Sole ma con un raggio 9 volte superiore e 38 volte più luminosa. L'altra componente, Beta Reticuli Ab, ha magnitudine 6,80.
Più distante si trova Beta Reticuli B, una stella di classe spettrale G0 di magnitudine 8, la cui distanza dalla coppia principale è tale da non ritenerla gravitazionalmente legata al sistema.
Beta Reticuli in passato, circa 319.000 anni fa, è passata a 62 anni luce dalla Terra, e a quel tempo la sua magnitudine apparente era +2,98.